# Fleuve international
Un fleuve international un fleuve séparant deux ou plusieurs États qui jouit d'un statut juridique spécifique permettant de réglementer son utilisation en raison de son importance pour le transport, le commerce, l'approvisionnement en eau ou l'accès à la mer des pays qui composent son bassin versant.
Ce statut a initialement été mis en place pour le Rhin par les articles 108 et 109 du traité de Vienne définissent la liberté de navigation suivant un accord sui generis.

## Fleuves internationaux
Plusieurs fleuves ont ce statut :
- le Danube ;
- le fleuve Lima ;
- le Guadiana ;
- le Rhin.